# Rogelio Araújo Gil
Rogelio Araújo Gil (Palma, 13 de novembre de 1957 - 26 d'agost de 2019) fou un polític balear, diputat al Congrés dels Diputats en la X Legislatura.
Diplomat en Ciències Empresarials i tècnic en comptabilitat i fiscalitat per la Universitat de les Illes Balears. Fou escollit regidor d'educació i cultura a l'ajuntament de Palma, Mallorca a les eleccions municipals espanyoles de 2003 i 2007.
El 26 de novembre de 2007 renuncia al seu escó palmesà per incorporar-se a Es Baluard. Fou substituïda per Sandra Fernández Herranz.
El 2012 va substituir en el seu escó Isabel Borrego Cortés, escollida diputada a les eleccions generals espanyoles de 2011. Ha estat Secretari Primer de la Comissió de Cultura del Congrés dels Diputats des del 17 de gener de 2012 al 30 de setembre de 2015.
Va ser diputat fins a les eleccions generals espanyoles de 2015 en que va anar de primer suplent de Catalina Soler Torres al Senat. El mateix va passar per les següents eleccions generals espanyoles de 2016, tot i que aquesta vegada havia lluitat internament dins el PP per ser candidat al Congrés dels Diputats.